# District de Nabatieh
Le caza de Nabatieh est un district du gouvernorat de Nabatieh au Sud-Liban. Le chef lieu du caza est la ville du même nom, Nabatieh. Un autre village du caza est Jebchit.

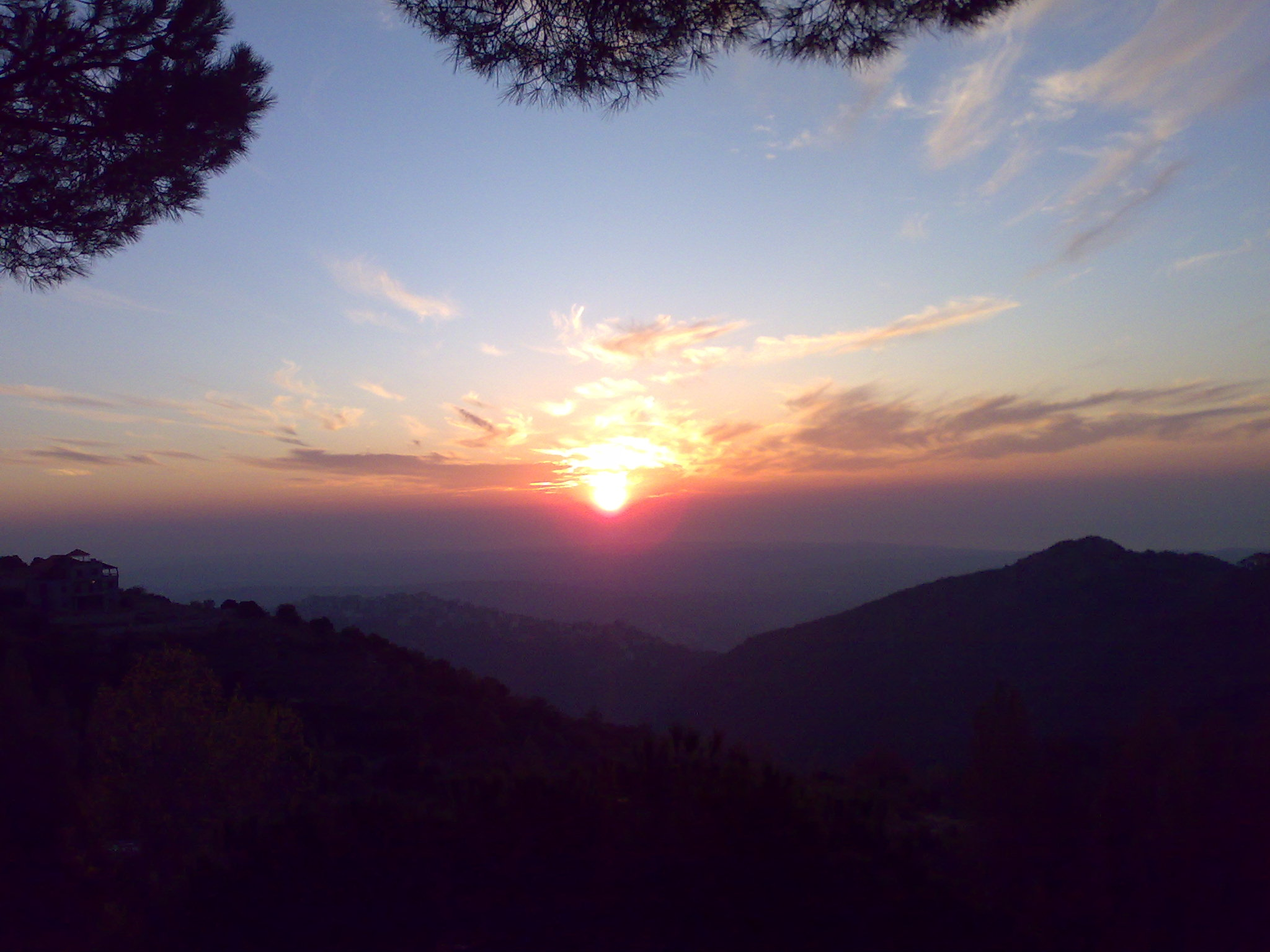
District de Nabatieh

## Répartition confessionnelle des électeurs (2015)
http://elnashra.com/elections/vote
| Confessions       | Pourcentage |
| TOTAL CHRÉTIENS   | 4.29 %      |
| ----------------- | ----------- |
| Maronites         | 2.86        |
| Grecs-orthodoxes  | 0.16        |
| Grecs-catholiques | 0.76        |
| Autres chrétiens  | 0.51        |
| TOTAL MUSULMANS   | 95.71 %     |
| Sunnites          | 2.14        |
| Chiites           | 93.54       |
| Druzes            | 0.01        |
| Alaouites         | 0.02        |

### Liste des villages du caza
- Ebba
- Kfarfila
- Jbaa
- Ain Kana
- Ain Boswar
- Arab Saleem
- Jarjoo
- Houmeen
- Kfar Tebneet
- Zibdeen
- Chouqin
- Aedsheet
- Marwania
- Harouf
- Aldawair
- Mayfadoun
- Schhour
- Kafra
- Jebchit
- Kfar Remen
- Habbouche
- Kfarsseer
- Zifta
- Kaoutariyet Al Siyad
- Toul
- Doueir
- Nabatiye AlFawqa
- Sharqia
- Kfour
- Kfarjouz